# Liste der Kulturgüter in Münchenwiler
Die Liste der Kulturgüter in Münchenwiler enthält alle Objekte in der Gemeinde Münchenwiler im Kanton Bern, die gemäss der Haager Konvention zum Schutz von Kulturgut bei bewaffneten Konflikten, dem Bundesgesetz vom 20. Juni 2014 über den Schutz der Kulturgüter bei bewaffneten Konflikten sowie der Verordnung vom 29. Oktober 2014 über den Schutz der Kulturgüter bei bewaffneten Konflikten unter Schutz stehen.
Objekte der Kategorie A sind vollständig in der Liste enthalten, Objekte der Kategorie B sind im Gemeindegebiet nicht ausgewiesen, Objekte der Kategorie C fehlen zurzeit (Stand: 30. Januar 2024). Unter übrige Baudenkmäler sind geschützte Objekte zu finden, die im Bauinventar des Kantons Bern als «schützenswert» verzeichnet sind.

## Kulturgüter
| Foto |                                                           | Objekt                                       | Kat. | Typ | Standort                     | Beschreibung |
| ---- | --------------------------------------------------------- | -------------------------------------------- | ---- | --- | ---------------------------- | --- |
| ja   | Datei hochladen · Wikidata zu Schloss mit Park (Q2242550) | Schloss Münchenwiler mit Park KGS-Nr.: 01089 | A    | G   | Kühergasse 7 576255 / 195720 | In der ersten Hälfte des 12. Jahrhunderts erbautes Benediktinerkloster, um 1540 bis 1550 infolge der Reformation zu einem Schloss umgebaut. L-förmige Anlage, die nordseitig an den Chor der einstigen Kirche anschliesst. Die zweigeschossigen Putzbauten unter Mansarddächern erhielten durch Ecktürme romantisierende Vertikalakzente. Davor erstreckt sich eine Gartenanlage mit neogotischem Peristyl. |

## Übrige Baudenkmäler
Hinweis: Anstelle der KGS-Nummer wird als Objekt-Identifikator (ID) die Grundstücksnummer verwendet.
| ID  | Foto |                 | Objekt                                       | Typ | Standort                            | Beschreibung |
| --- | ---- | --------------- | -------------------------------------------- | --- | ----------------------------------- | ------------ |
| 523 | ja   | Datei hochladen | Ehemaliger Brunnenscherm (1775)              | G   | Dorf N.N.1 576157 / 195843          |              |
| 550 | BW   | Datei hochladen | Bauernhaus (um 1850)                         | G   | Grissachstrasse 70 576965 / 195301  |              |
| 550 | BW   | Datei hochladen | Ofenhaus (1850)                              | G   | Grissachstrasse 70a 576942 / 195252 |              |
| 573 | BW   | Datei hochladen | Ehemaliges Bauernhaus (1801)                 | G   | Grissachstrasse 53 576668 / 195665  |              |
| 579 | BW   | Datei hochladen | Mühle (18. Jh.)                              | G   | Grissachstrasse 35 576469 / 195657  |              |
| 587 | BW   | Datei hochladen | Ehemalige Prioratskirche (1. Hälfte 12. Jh.) | G   | Kühergasse 7 576252 / 195719        |              |
| 587 | ja   | Datei hochladen | Ehemaliger Gefängnisturm (Mitte 16. Jh.)     | G   | Kühergasse 7a 576220 / 195681       |              |
| 587 | BW   | Datei hochladen | Unterkunftsgebäude (1987)                    | G   | Kühergasse 7c 576218 / 195747       |              |
| 587 | BW   | Datei hochladen | Pavillon (um 1890)                           | G   | Kühergasse 7d 576198 / 195761       |              |
| 619 | BW   | Datei hochladen | Bauernhaus (1719)                            | G   | Murtenstrasse 1 576094 / 195963     |              |
| 632 | BW   | Datei hochladen | Natursteinmauer (2. Hälfte 18.Jh.)           | G   | Murtenstrasse N.N. 576117 / 195919  |              |
| 711 | BW   | Datei hochladen | Gasthof Bären (Ende 18. Jh.)                 | G   | Bahnhofstrasse 2 576139 / 195852    |              |
| 711 | BW   | Datei hochladen | Ehemaliges Ofenhaus (2. Hälfte 18. Jh.)      | G   | Bahnhofstrasse 2a 576137 / 195877   |              |
| 715 | BW   | Datei hochladen | Ehemaliges Küherhaus (17. Jh.)               | G   | Kühergasse 4 576167 / 195741        |              |
| 717 | BW   | Datei hochladen | Bauernhaus (1825)                            | G   | Bahnhofstrasse 1 576118 / 195813    |              |
| 748 | BW   | Datei hochladen | Schulhaus / ehemalige Schaffnerei (17. Jh.)  | G   | Grissachstrasse 2 576200 / 195634   |              |
| 751 | BW   | Datei hochladen | Stockbrunnen (1734)                          | K   | Dorf N.N.2 576256 / 195630          |              |
| 751 | BW   | Datei hochladen | Ofenhaus / Waschhaus (1813)                  | G   | Grissachstrasse 12 576262 / 195629  |              |
| 756 | BW   | Datei hochladen | Wohnhaus (Ende 17. Jh.)                      | G   | Grissachstrasse 20 576324 / 195637  |              |